# Johann Martin Rubert
Johann Martin Rubert   (Nuremberg, 1615 - Stralsund, 24 de maig de 1677) fou un compositor alemany del Barroc.
Estudià a Hamburg i Leipzig i el 1640 fou nomenat organista de l'església de Sant Nicolau de Stralsund, on hi va romandre la resta de la seva vida.
Publicà:
- Friedens-Freude, aires a 4 veus (1645);
- Musikalischen Arien, a 2 i 3 veus, amb instruments (1647);
- Musikalische Seelenerquickkkkung, de 2 i 4 veus, amb acompanyament instrumental (1664);
- Begrüssungsarie, per a tenor i 5 instruments.

Es va perdre una col·lecció de les seves suites instrumentals, la disposició de les quals (una simfonia al principi de cada suite) ofereix un real interès històric.